# Rocky Raccoon
«Rocky Raccoon» — песня группы «Битлз» с их одноимённого двойного альбома (также известного как «Белый альбом»). Песня была написана в начале 1968 года главным образом Полом Маккартни, вдохновлённым совместным музицированием с Джоном Ленноном и Донованом во время пребывания группы в Ришикеше (Индия), и представляет собой комичную историю о муже-рогоносце, желающем отомстить своему сопернику.

## История песни
Песня представляет собой фолк-балладу и названа по имени главного героя (несмотря на то, что в тексте изначально фигурировало имя Rocky Sassoon, Маккартни решил поменять его на Rocky Raccoon, поскольку ему показалось, что так оно будет звучать «более по-ковбойски».
В интервью журналу Mojo (в октябре 2008 года) Маккартни признал, что песня является пастишем, сказав: «Я, в общем-то, высмеивал фолк-исполнителя». Джон Леннон приписал эту песню Маккартни, сказав: «Стал бы я заниматься всей этой ерундой с Гедеоновской Библией и прочей чушью?» (в тексте песни есть строки «Rockу Raccoon checked into his room only to find Gideon’s bible», что является отсылкой к деятельности общества Gideons International, занимающегося распространением Библии в общественных местах).
«Rocky Raccoon» стала последней песней «Битлз», в которой Джон Леннон играл на губной гармонике.
Бывший ударник группы 13th Floor Elevators Дэнни Томас утверждал, что песня «Rocky Raccoon» является своеобразным ответом «Битлз» на песни этой группы.

## Запись песни
Группа записала песню 15 августа 1968 года. В общей сложности было записано 9 треков с базовым ритмом, вокалом Маккартни и партией баса Леннона. К девятой версии были дозаписаны дополнительные ударные, партия губной гармоники, фисгармония, подголоски, а также соло Джорджа Мартина на пианино «хонки-тонк» для придания песне стиля «Дикого Запада» («хонки-тонк» — особая разновидность пианино, без фетра на молоточках и немного расстроенное).
Восьмой дубль песни был позднее выпущен в составе сборного альбома Anthology 3. Он отличается несколько другим текстом (вместо Дакоты упоминается Миннесота) и более нарочитым западным акцентом Маккартни; кроме того, вместо слов «stinking of gin» Маккартни ошибочно произнёс «sminking of gin», после чего рассмеялся и воскликнул «Sminking?!».
В записи участвовали:
- Пол Маккартни — вокал, акустическая гитара
- Джон Леннон — подголоски, губная гармоника, фисгармония, шестиструнная бас-гитара Fender Bass VI
- Джордж Харрисон — подголоски
- Ринго Старр — ударные
- Джордж Мартин — пианино «хонки-тонк»

## Кавер-версии
Песня многократно перепевалась различными исполнителями, такими, как Джек Джонсон, Phish, Джеймс Блант, Лина Хорн (вместе с Габором Сабо), Crowded House и др.

## Культурное влияние
Одним из персонажей комиксов компании Marvel является антропоморфный енот с именем Rocket Raccoon (первое появление — седьмой выпуск комикса «Marvel Preview», лето 1976 года). Связь данного персонажа с песней «Битлз» показана в 271-м выпуске комикса «Невероятный Халк» (май 1982), озаглавленном «Где-то в чёрной дыре Сириуса Мэйджора жил мальчик, которого звали Rocket Raccoon» (песня «Битлз» начинается словами «где-то в Черных Холмах Дакоты жил молодой парень по имени Rockу Raccoon»). В этом выпуске Халк помогает Реактивному Еноту остановить злодея, пытающегося украсть «Библию Гедеона» (что тоже является отсылкой к тексту песни).